# Chalicotherium
Chalicotherium (лат., др.-греч. χαλιξ/khalix, khalik — галька/гравий и др.-греч. θηρίον/thērion — зверь) — род вымерших непарнокопытных млекопитающих семейства халикотериевых (Chalicotheriidae). Животные обитали в Европе и Азии с середины до конца миоцена.
Chalicotherium во многом похож на другие виды халикотериевых: необычное на вид травоядное животное с длинными когтистыми передними конечностями и более толстыми опорными задними конечностями.
Типовой вид Chalicotherium goldfussi из позднего миоцена Европы описан Иоганном Якобом Каупом в 1833 году. Когда французский натуралист Жорж Кювье впервые увидел расщеплённый коготь из Эппельхайма, Германия, то определил его как кость пальца с задней лапы гигантского панголина.

## Описание
Передние конечности длинные и с тяжёлыми когтями, из-за которых животные передвигались только на костяшках пальцев. Передние конечности использовались для того, чтобы тянуться к веткам больших деревьев и притягивать их к своей длинной голове, чтобы сорвать с них листья. Голова, похожая на лошадиную, демонстрирует адаптацию к питанию мягкой растительностью, поскольку, когда Chalicotherium достигали половой зрелости, их резцы и верхние клыки выпадали. Это позволяет предположить, что мускулистых губ и образовавшихся подушечек дёсен было достаточно для поедания пищи, которая затем обрабатывалась квадратными молярами с низкой коронкой.
Мозоли на седалищной кости означают, что эти животные в течение длительного времени сидели на корточках, вероятно, во время кормёжки. Костный нарост, поддерживающий подушечки на дорсальной (внешней) стороне фаланг передних конечностей, интерпретируется как признак ходьбы на костяшках пальцев, что, вероятно, позволяло избежать изнашивания когтей и сохранять их для использования либо в качестве граблей для сбора корма, либо в качестве защитного оружия, либо и того, и другого.
Подобные признаки придают Chalicotherium сходство с такими животными как гигантские ленивцы, гоминиды, медвежьи (в особенности большая панда) и группой тероподных динозавров — теризинозавры.

## Классификация

Челюсть Chalicotherium goldfussi

Типовой образец Chalicotherium goldfussi найден в верхнемиоценовых слоях Dinotherien-sande возле Эппельхайма, Великое герцогство Гессен, Германия. Иоганн Якоб Кауп, описывая животное в 1833 году, обнаружил, что зубы похожи на гальку, и назвал существо соответствующим образом. Позже конечности, найденные в слоях коммуны Сансан в департаменте Жер на юго-западе Франции, были описаны как Macrotherium Эдуардом Ларте в 1837 году. Дальнейшее изучение этих ископаемых остатков и последующие находки Фильоля показали, что материал Macrotherium в действительности принадлежит Chalicotherium.